# Infart cerebral
Un infart cerebral és un tipus d'accident vascular cerebral en què hi ha una lesió del parènquima cerebral, cerebel·lós o del tronc de l'encèfal que causa un dèficit neurològic derivat d'una disminució rellevant del flux sanguini en aquestes estructures del sistema nerviós central. Hi ha dues grans categories d'AVC: ictus isquèmic i ictus hemorràgic. En qualsevol dels dos casos el flux sanguini del cervell resta interromput, es produeix una isquèmia cerebral i les cèl·lules cerebrals moren per manca d'oxigen.
La major part d'AVCs es produeixen en el territori irrigat per l'artèria cerebral mitjana, a causa de les seves dimensions i al fet que el flux hemàtic directe provinent de l'artèria caròtide interna afavoreix el pas d'elements tromboembòlics. De vegades, les exploracions amb tomografia computada fetes les primeres hores després de l'inici de l'AVC no mostren bé les característiques de la lesió. Avui en dia, el mètode radiològic més utilitzat per a diagnosticar i controlar evolutivament els AVCs és la ressonància magnètica funcional. S'accepta que la presència de zones d'hipodensitat en la TC i d'hiperintensitat en la RM és un signe de dany isquèmic cerebral no reversible. En casos d'ictus provocats per una oclusió de vasos cerebrals tributària de trombectomia és recomanable d'efectuar una angio-TC avaluada per experts. L'angio-TC multifàsica és especialment útil i no ha de menester d'un postprocessat matemàtic complex.

## Tipus

### Ictus isquèmic
L'ictus isquèmic és el més freqüent (entre un 80-85% dels ictus) i es produeix per l'oclusió d'una artèria cerebral. Això, provoca una disminució del flux sanguini de l'àrea irrigada per l'artèria i, per tant, una lesió parcial o total del parènquima cerebral corresponent. Els AVCs isquèmics són lesions complexes i heterogènies, atès que molts factors poden modificar les seves característiques i/o conseqüències: la duració i gravetat de la isquèmia, la presència o l'absència de sistemes vasculars col·laterals funcionants i d'una correcta o no pressió arterial sistèmica i l'etiologia i localització de l'infart cerebral. També, és clar, tenen influència l'edat, el sexe, les possibles malalties concurrents multimedicades i els aspectes genètics. Als EUA, durant els darrers anys s'ha apreciat un increment de les patologies de base relacionades amb la gènesi d'ictus isquèmics i la coexistència d'una més nombrosa quantitat d'elles en els nous casos, essent la dislipèmia l'afecció de major augment en tots els grups estudiats. En rigor, un ictus isquèmic no és simplement una patologia neurològica, és la manifestació d'un o més problemes sistèmics (arterioesclerosi, inflamació o infecció) que poden provocar, tanmateix, infarts a altres òrgans del cos (un infart de miocardi, per exemple). Una conseqüència greu dels grans AVCs isquèmics és l'edema cerebral, un fenomen relacionat amb determinats canvis d'autoregulació i de l'augment de la pressió intravascular a l'encèfal.
Un 5-10% dels ictus d'aquest grup són infarts fronterers. És a dir, lesions isquèmiques en els marges de territoris limítrofs irrigats per dues artèries cerebrals importants. Per exemple, la cerebral anterior i la cerebral mitjana, o la mitjana i la cerebral posterior. També es produeixen entre els territoris de les artèries cerebel·loses majors. Dites zones són especialment sensibles als canvis hipoperfusionals. Per això, bona part d'aquestes lesions es deriva d'una caiguda sobtada i intensa de la pressió sistèmica, sovint en el context d'un xoc. L'ictus de pitjor pronòstic és el produït per l'oclusió complerta de l'artèria cerebral mitjana, puix que afecta la major part (o la totalitat, inclús) d'un hemisferi. Provoca una mortalitat altíssima i per això és anomenat 'infart cerebral maligne', sense cap connotació neoplàsica. L'avaluació d'un conjunt de paràmetres radiològics i clínics ajuda a establir les possibles opcions de tractament; les quals poden tenir un alt risc quirúrgic, difícil d'assumir en altres modalitats d'ictus.
L'hemodinàmia de les diferents zones del cervell pot presentar múltiples alteracions d'origen patològic; de vegades, però, es deuen a variacions anatòmiques arterials que poden objectivar-se amb tècniques de marcatge vascular. Dites variacions poden alterar la gravetat d'un AVC. Alguns investigadors tempten de crear models predictius del curs dels infarts cerebrals isquèmics, segons el seu volum i patró de creixement espacial, aplicant mètodes d'anàlisi basats en les xarxes neuronals artificials. Hom ha demostrat també que factors no vasculars, com ara diferències genètiques naturals en les seqüències de l'alfa-1 integrina o modificacions en l'expressió al·lèlica del receptor de la interleucina-21, tenen un paper important en la regulació del volum de dany isquèmic cerebral
Un 25% dels ictus isquèmics són infarts lacunars. Aquestes lesions tenen pocs mil·límetres de diàmetre i es produeixen per l'oclusió de les petites artèries perforants del cervell o del tronc (vasos amb una llum de 0,1-0,5 mm). La major part es localitza a regions encefàliques profundes (ganglis basals, tàlem o substància blanca). Moltes vegades el seu origen és un problema cardíac, encara que poden tenir etiologies molt diferents. La hiperhomocisteïnèmia tendeix a provocar infarts lacunars als ganglis basals, mentre que l'estenosi carotídia greu els origina predominantment a la substància blanca profunda. S'observen en diverses demències vasculars, com la malaltia de Binswanger, i poden ser la primera manifestació d'una arteriopatia cerebral autosòmica dominant amb infarts subcorticals i leucoencefalopatia. Aquesta angiopatia hereditària, no arterioescleròtica i no amiloide, originada per una mutació del gen NOTCH3, afecta a individus relativament joves sense especials factors de risc vascular. Les artèries afectades per la malaltia presenten degeneració i pèrdua progressiva de les cèl·lules musculars llises de la seva capa mitjana, amb hialinització i engruiximent fibrós de la paret del vas. Aquests canvis provoquen un flux sanguini reduït que causa lesions isquèmiques metacròniques multifocals cerebrals (accidents isquèmics transitoris i infarts de repetició), quasi sempre acompanyades de migranya amb aura, alteracions conductuals i dèficits motors. Eventualment, els infarts lacunars simptomàtics sorgeixen en el context d'una síndrome d'encefalopatia posterior reversible d'etiologia hipertensiva. Alguns infarts que afecten el tàlem provoquen trastorns paroxístics del moviment molt singulars (anomenats en anglès startle syndromes) comparables als d'una hiperexplèxia de naturalesa no congènita o, escasses vegades, una síndrome d'hipoestèsia mentoniana.
Els infarts per embòlies càlciques són rars. Poden ser espontanis i derivats d'una malaltia arterioescleròtica greu carotídia, de la crossa aòrtica i/o de les vàlvules cardíaques o subsegüents a intervencions quirúrgiques cardiovasculars. Són petits (2–3 mm de diàmetre, per regla general) i és fàcil confondre'ls en una avaluació radiològica inicial amb calcificacions de la paret de les arterioles cerebrals o hemorràgies parenquimàtiques d'escàs calibre.
Les persones immunodeprimides sofreixen sovint infarts cerebrals d'origen sèptic relacionats amb infeccions oportunistes, encara que també es poden presentar en individus immunocompetents. Els germens causals són moltíssims. La literatura mèdica recull alguns casos d'infarts difusos derivats de la disseminació de larves del paràsit Strongyloides stercoralis dintre de la microvasculatura del cervell. Els nematodes del gènere Toxocara, sigui per invasió parenquimatosa directa amb la subseqüent hipereosinofília focal o per oclusió vascular, poden provocar infarts cerebrals múltiples. Excepcionalment s'han descrit infarts cerebel·losos i cerebrals secundaris a l'embolització d'una hidatidosi cardíaca o a un xoc anafilàctic per ruptura d'un quist hidatídic hepàtic. Els virus que generen vasculopaties, com ara el VIH, el VVZ o el CMV, provoquen amb certa freqüència aquesta mena d'infarts. El dengue, la tuberculosi i la malària cerebral (falcípara) poden generar infarts isquèmics i també hemorràgics. La leptospirosi amb compromís del SNC indueix canvis d'arteritis intracraneal que, incidentalment, donen lloc a infarts d'importància variable. El patogen zoonòtic Anaplasma phagocytophilum és una causa insòlita d'infarts als ganglis basals cerebrals.
La neurosífilis (una de les formes de presentació clínica de la sífilis) origina freqüentment infarts cerebrals recurrents en individus joves, adesiara per trombosi de l'artèria basilar en pacients VIH-negatius.
Com a part d'una síndrome de Trousseau, els infarts cerebrals isquèmics poden ser el primer signe d'una neoplàsia maligna oculta.
La malaltia de Chagas és una font infecciosa indirecta d'ictus isquèmics. Sovint, el paràsit provoca una miocardiopatia amb dilatació biventricular, insuficiència cardíaca congestiva i arrítmies. Això afavoreix la gènesi de tromboèmbols que oclouen els vasos cerebrals i ocasionen els conseqüents infarts. En malalts epilèptics afectes de cisticercosi subaracnoidal no es infreqüent l'aparició d'infarts isquèmics. En casos de borreliosi amb compromís del SNC es poden produir infarts subsegüents a l'oclusió de vasos cerebrals causada per la vasculitis inflamatòria pròpia d'aquesta infecció espiroquetal. De manera similar, es creu que els infarts cerebrals que es produeixen durant les infeccions persistents per Bartonella henselae són conseqüència de l'especial tropisme per l'endoteli vascular que té aquest bacteri.
S'han registrat alguns casos d'ictus isquèmics subsegüents a picades de vespes o abelles. Els mecanismes patogènics d'aquests peculiars ictus no estan clarament definits, però diversos autors opinen que poden formar part d'un fenomen anafilàctic. La mossegada d'una serp verinosa és una causa inusual d'infarts isquèmics, atribuïbles a un trastorn generalitzat dels factors de coagulació i a una hipotensió molt greu.
Els infarts isquèmics arterials perinatals (ocorreguts entre les 28 setmanes d'edat gestacional i els 28 dies de vida postnatal) tenen una etiologia molt diversa: alteracions placentàries, complicacions obstètriques, defectes cardíacs, policitèmia primària o secundària, trombofília, etc. Són una causa important de disfuncions neurològiques i, depenent de la seva mida i localització, si no existeixen signes clínics significatius després del naixement es diagnostiquen de vegades al iniciar-se els moviments voluntaris en el nen.
La progressió de l'adenomiosi, un trastorn uterí freqüent i benigne que provoca un estat d'hipercoagulabilitat, pot ser ocasionalment l'origen d'infarts isquèmics múltiples i recurrents.
En la síndrome de Rendu-Osler-Weber o telangièctasi hemorràgica hereditària, una malaltia en la qual es formen moltes fístules arteriovenoses a diferents òrgans -inclòs el cervell- que són una font d'embòlies paradoxals (originades en el sistema venós però que oclouen una artèria), apareixen de vegades AVCs isquèmics aguts de localitzacio diversa.
Infreqüentment, la síndrome d'hipertrabeculació ventricular esquerre/miocardiopatia no compactada debuta amb un ictus isquèmic.
La displàsia fibromuscular, quan afecta les artèries cervicals, pot provocar infarts cerebrals importants en nens i joves. La varicel·la és una possible causa d'ictus isquèmics infantils.
Alguns casos d'encefalopatia límbica estan associats a un infart isquèmic agut amb ruptura de la barrera hematoencefàlica, fet que desencadena la subsegüent resposta autoimmunitària a múltiples antígens neuronals.
Una de les causes més extraordinàries d'infarts cerebrals isquèmics recurrents d'etiologia genètica en individus de 30 anys o menys és la malaltia de Nemoto, també anomenada síndrome de Maeda i síndrome CARASIL (acròstic anglès de Cerebral Autosomal Recessive Arteriopathy with Subcortical Infarcts and Leukoencephalopathy), amb només 50 casos registrats fins a l'any 2018.
L'abús de cat, pels efectes simpaticomimètics de la catinona que conté, pot provocar infarts isquèmics seriosos. El consum de cannabinoides sintètics (K2 o spice) també es causa d'infarts isquèmics, derivats d'un estat protrombòtic per alteració dels processos d'agregació plaquetària o d'embòlies d'origen cardíac relacionades amb taquiarítmies i episodis d'isquèmia miocardíaca. Hi ha autors que suggereixen una possible relació causal entre els infarts isquèmics dels fumadors habituals de cànnabis amb un alt contingut de THC i l'estenosi de les artèries intracerebrals resultant de la hiperplàsia de la seva capa íntima. En certs casos, l'origen d'aquests infarts és un vasoespasme desencadenat per una interacció de tipus sinèrgic entre el cànnabis i altres substàncies. Al llarg dels darrers anys s'ha produït un augment del nombre d'ictus isquèmics conseqüents a l'ús incontrolat d'esteroides anabòlics.
Les dues causes més habituals d'ictus isquèmic són:
- Coàgul de sang: Un coàgul o trombe es pot formar a una artèria o bé originar-se en el cor en el cas que hi hagi alteracions cardíaques com comunicacions anòmales entre les seves cavitats (la persistència del forat oval és una potencial causa d'ictus en persones joves)[74] i/o trastorns del ritme. També poden arribar coalls d'altres llocs de l'organisme fins al cor i d'allà enviats cap a la circulació arterial cerebral a través dels troncs supraaòrtics.
- Ateroma: Lesions focals que s'originen a la capa interna (endoteli) de les artèries per acumulació de lipoproteïnes de baixa densitat (LDL) que circulen pel torrent sanguini i s'incrusten a la paret de l'artèria.[75]

La isquèmia de les cèl·lules cerebrals es pot produir a través de diversos mecanismes com:
1. Origen vascular o hemodinàmic: Per exemplificar, la vasoconstricció arterial; la qual provoca una estenosi de les artèries i, en conseqüència, un baix flux hemàtic cerebral.
2. Origen intravascular: Aquest pot ser trombòtic/aterotrombòtic o embòlic. De vegades, l'origen de l'èmbol no és pròpiament intravascular encara que aquest acabi per ocloure la llum d'un vas cerebral. Una de les causes freqüents d'ictus isquèmic és l'embolizatció de fragments de les vegetacions cardíaques derivades d'una endocarditis infecciosa als vasos del cervell, que -de vegades- poden causar petits infarts sense expressió clínica notable o provocar un infart plenament simptomàtic.[76] El mateix pot ocórrer en el cas d'una endocarditis trombòtica no bacteriana.[77]
3. Origen extravascular: Consisteix en una estenosi dels vasos de l'encèfal causada per mecanismes compressius sobre la paret vascular. Per exemple, tumors,[78] quists, etc. Les metàstasis de moltes neoplàsies poden sagnar i provocar un ictus.[79] Rares vegades, la causa de l'infart és una compressió de les artèries vertebrals derivada d'una actuació quirúrgica sobre les vèrtebres cervicals.[80]

L'assistència mèdica de les persones que sofreixen un ictus isquèmic sobtat ha de ser urgent (dintre de les 3 h posteriors a l'inici dels símptomes) i especialitzada. Emperò, per a la majoria dels casos no hi ha un tractament específic. Les possibilitats de reperfusió són limitades: cirurgia (trombectomia) o agents trombolítics (com l'activador recombinat del plasminògen tissular). Models experimentals in vitro i in vivo d'isquèmia cerebral han identificat una molècula, la quinolil-nitrona RP19, com un agent neuroprotector eficaç que pot tenir aplicació terapèutica en aquesta forma d'ictus. S'ha observat que en els malalts que presenten problemes neurològics amb una gravetat no proporcional a la mida de l'ictus, objectivada entre les 6-24h després de l'inici del quadre, la pràctica precoç d'una trombectomia a més del tractament mèdic millora les perspectives de recuperació.
Una nova estratègia terapèutica per tractar els ictus isquèmics és el trasplantament de cèl·lules mare de diversos llinatges. A hores d'ara i amb certes limitacions, els resultats dels primers assajos clínics han estat prometedors.

### Ictus hemorràgic

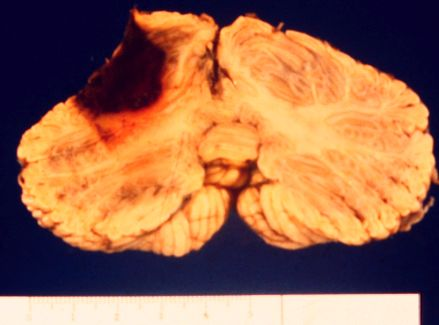
Infart hemorràgic cerebel·lós

L'ictus hemorràgic, un tipus d'hemorràgia cerebral freqüent, consisteix en el trencament d'una artèria i la subsegüent extravasació de sang a l'encèfal. Representa un 20%, aproximadament, de tots els ictus. La hipertensió arterial, l'angiopatia amiloide i les lesions vasculars (malformacions arteriovenoses, aneurismes o hamartomes intracranials) són els processos causals de base més comuns d'aquesta forma d'ictus. L'ictus hemorràgic lobular es veu sovint en casos d'angiopatia amiloide.
Cal tenir en compte que un cert nombre (un ~6%) d'ictus isquèmics no lacunars es transformen en hemorràgies intraencefàliques serioses en funció de l'estat vascular general de l'individu, les dimensions de l'ictus, la seva localització i mecanisme causal o la presa prèvia de fàrmacs antiagregants. Els conceptes d'ictus hemorràgic i d'hemorràgia post-ictus isquèmic són diferents. Aquestes hemorràgies constitueixen un fenomen secundari d'extravasació de sang en la zona infartada, que pot ser més o menys important, produït per la lisi del material embolic i la formació de branques vasculars col·laterals al voltant de l'infart. Experimentalment, el cilostazol (un inhibidor de la fosfodiesterasa) té un efecte preventiu contra la transformació hemorràgica d'infarts isquèmics induïts. Dit fàrmac protegeix els components de la barrera hematoencefàlica i limita l'extensió de l'hemorràgia.
Un ~10% dels AVCs hemorràgics es localitzen al cerebel. Si l'hemorràgia és important, pot obstruir el drenatge del quart ventricle i ocasionar una hidrocefàlia. Ocasionalment, aquests AVCs poden aparèixer en el context d'una craniotomia o d'una intervenció quirúrgica espinal.
Unes de les lesions freqüents en els nens prematurs són les hemorràgies cerebrals derivades de la manca de maduresa de les seves estructures vasculars, les quals només estan formades per una capa d'endoteli a determinats punts. Entre aquest tipus de lesions, per la seva gravetat, destaquen els infarts hemorràgics periventriculars.
Els nounats i els nens presenten amb certa freqüència nivells anormals de factors protrombòtics, de vegades de forma adquirida i transitòria o per causes hereditàries. Això pot comportar una trombosi del si venós cerebral i el conseqüent infart d'una zona venosa, el qual acostuma a transformar-se en hemorràgic. Trombosis amb la mateixa localització venosa i infarts hemorràgics cerebrals causats per elles apareixen ocasionalment en adults com a seqüeles d'una varicel·la. La incidència dels infarts hemorràgics neonatals purs és, aproximadament, de 1/9.500 naixements i un considerable nombre d'ells es considera idiopàtic.
Els tumors secretors de catecolamines (feocromocitomes i paragangliomes) provoquen crisis hipertensives -elevacions brusques de la pressió arterial amb valors sistòlics ≥ 180 mmHg i diastòlics ≥ 110-120 mmHg- que originen ictus hemorràgics, moltes vegades d'aparició inesperada.
Els ictus hemorràgics en pacients amb fibril·lació/aleteig auricular tractats amb anticoagulants no són rars, tenen una perillositat alta i requereixen un maneig terapèutic molt acurat.
La invasió i ruptura dels vasos intracranials per larves del nematode Gnathostoma spinigerum (un cuc paràsit del Sud-est asiàtic) pot provocar hemorràgies a l'interior del parènquima cerebral o a les meninges.
Molt rarament, una embòlia gasosa arterial és la causa d'infarts hemorràgics múltiples intraparenquimatosos de curs funest. De vegades, els infarts gasosos cerebrals aguts tenen un origen iatrogènic.
Els ictus hemorràgics originats per una malformació de Dandy-Walker són excepcionals.

### Ictus criptogènic
Aquest terme s'utilitza generalment per denominar els infarts cerebrals que, sobretot en malalts joves i després d'una avaluació exhaustiva, no poden ser atribuïts a una etiologia específica. En el decurs dels darrers anys el nombre d'ictus criptogènics ha anat descendint gràcies al perfeccionament de les tècniques de diagnosi. Tot i així, la seva incidència segueix sent important a hores d'ara. Es denominen ictus embolics d'origen indeterminat els ictus criptogènics no lacunars causats per una embòlia que no pot ser filiada.

### Classificació de Bamford
Una de les classificacions més simples dels AVCs, encara d'utilitat avui en dia, és la de Bamford (anomenada també Oxfordshire Community Stroke Project o classificació d'Oxford i establerta l'any 1991). Aquest sistema es fonamenta en la simptomatologia inicial de la lesió cerebral i els aspectes vasculars de l'episodi:
- Infart total de la circulació cerebral anterior.
- Infart parcial de la circulació cerebral anterior.
- Infart lacunar.
- Infart de la circulació cerebral posterior.

Dites diferenciacions ajuden a predir les dimensions de l'infart, la zona cerebral afectada, el mecanisme causal i el pronòstic segons el tractament. Permet una valoració ràpida del dany cerebral, sense que sigui imprescindible una formació neurològica especialitzada i la correlació amb els resultats de les proves d'imatge actuals és bona. Cal esmentar que a principis de la dècada de 1990, les tècniques de neuroimatge tot just començaven a utilitzar-se de forma generalitzada, sent llavors la tomografia computada cerebral bàsica el principal procediment radiològic per avaluar els ictus.

### Classificació TOAST
Acrònim de trial of ORG 10172 in acute stroke treatment. Fou proposada l'any 1993 per avaluar els ictus isquèmics des d'un punt de vista etiològic i també els efectes dels tractaments anticoagulants sobre ells. En un principi, les seves categories eren: 
1. ateroesclerosi de grans artèries,
2. cardioembolisme,
3. oclusió de petits vasos (infart isquèmic lacunar),
4. ictus d'una altra etiologia determinada, i
5. ictus d'etiologia indeterminada.[116] Posteriorment, la categoria 5 es va subdividir en: 5.1) ictus d'etiologia indeterminada malgrat una recerca extensa i 5.2) ictus amb dos o més causes plausibles. Uns anys després aquesta modificació va ser considerada insuficient per alguns grups d'especialistes.[117]

A partir de la TOAST, s'han creat noves classificacions (ASCO, CIS o CISS). Pel seu enfocament novedós, cal esmentar la tipologia A.S.C.O, que vol unir els conceptes "etiologia" i "fenotip" (A=ateroesclerosi, S=small -petit vas-, C=cor, O=other -qualsevol altre origen-, aplicats a les formes d'ictus.

### Classificació GENIC
Fou proposada el 2000 pel grup de recerca francès Etude du Profil Génétique de l'Infarctus Cérébral amb la intenció d'aconseguir identificar i estratificar els malalts amb aterotrombosis i aconseguir el seu fenotipatge, independentment de la causa de l'infart cerebral. Es considera poc realista, car inclou tots els pacients amb estenosi carotídia >30%.

## Impacte social i sanitari
Avui en dia, les malalties cerebrovasculars són un dels problemes de salut pública més importants. Són la tercera causa de mort al món occidental, la primera causa d'invalidesa permanent entre les persones adultes i una de les principals causes de dèficit neurològic en l'ancià. Els perjudicis personals, els problemes familiars i els costos sanitaris derivats d'aquestes malalties són molt considerables.

## Epidemiologia
Al nostre entorn geogràfic es presenten uns 250 nous casos d'AVC no transitori per 100.000 persones/any i quasi la meitat d'ells moren o sobreïxen deterioraments psicofísics importants irreversibles (2013). La incidència és major en homes dels 65 als 74 anys i significativament major en dones a partir dels 75 anys.
La incidència anyal d'infarts cerebrals pediàtrics (tant de tipus isquèmic com hemorràgic i estimada en nounats i infants conjuntament) als països desenvolupats, oscil·la entre els 3 i els 25 casos/100.000 nens. Els nounats tenen la ràtio de risc més alta (1/4.000 naixements).
L'any 2002 l'OMS va publicar dades sobre la mortalitat global produïda per ictus i representava un 32% a escala mundial. Aproximadament, 5,5 milions d'èxitus. Segons estudis de 2014, entre els països que tenen un índex de mortalitat més alt relacionat amb aquesta patologia destaquen el Kazakhstan, la Federació Russa, Bulgària, Grècia i Romania.

### Morbiditat
- Més de 15 milions de persones pateixen un ictus cada any. D'aquestes, un terç es moren i un altre terç resten amb una discapacitat permanent.
- És la primera causa de discapacitat mèdica en adults i la segona de demència, amb molts nous subtipus d'origen vascular identificats durant les darreres dècades.[126] Un de cada tres pacients desenvolupa símptomes depressius postictals que limiten la seva recuperació i rehabilitació.[127][128]
- Més de 160.000 catalans tenen infarts cerebrals silents que poden ocasionar seqüeles, essent elevat el percentatge d'ictus en persones de menys de 65 anys.[129] Segons l'OMS i els CDC (2004), a certs països el nombre de nous casos d'ictus en individus menors de 50 anys s'ha incrementat fins 47/100,000 habitants.[130]

### Mortalitat
- A Catalunya és la primera causa de mort en dones i la tercera entre els homes.
- A Europa és la tercera causa de mort.
- Representa el 10% de la mortalitat en països industrialitzats, essent la tercera causa de mortalitat.[131]

## Simptomatologia

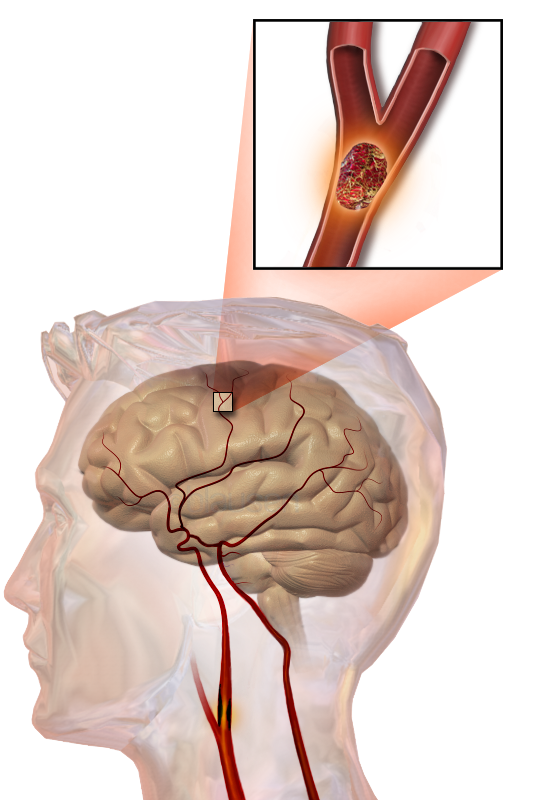
Il·lustració d'una embòlia cerebral

La simptomatologia que presenten les persones que pateixen un ictus és molt concreta i sol aparèixer de manera brusca. Aproximadament, entre un 30- 75% de persones només coneixen 1 símptoma de l'ictus. Els més coneguts en l'àmbit de la població són la pèrdua de força i l'alteració del llenguatge.
- Cefalea molt forta i sense causa coneguda.[133]
- Alteració del llenguatge: disàrtria o afàsia.
- Confusió o pèrdua de consciència.
- Pèrdua de visió d'un o d'ambdós ulls.[134][135]
- Inestabilitat, desequilibri i incapacitat per caminar.
- Falta de sensibilitat o pèrdua de força al braç, cara, cama o la meitat del cos (hemiparèsia).[132][136][137]

Els símptomes específics d'un ictus depenen de les zones cerebrals afectades. Si l'ictus es localitza al còrtex motor primari, per exemple, produeix una hemiparèsia contralateral a la lesió. Quan els danys tenen lloc al tronc encefàlic poden ser causa de diverses síndromes particulars. Entre elles la síndrome de Wallenberg, la síndrome de Weber, la síndrome de Millard-Gubler o la síndrome de Benedikt.
Molt circumstancialment, alguns infarts cerebrals silents (sense alteracions somàtiques notòries), debuten amb quadres psiquiàtrics com depressió i/o psicosi autolimitada, la qual pot incloure al·lucinacions auditives segons la zona de la lesió.
Estan en procés d'avaluació diversos equips portàtils que utilitzen diferents tècniques d'imatge, especialment dissenyats per centres d'atenció primària, amb l'objectiu d'identificar de forma ràpida els símptomes d'ictus cerebral en pacients adults.

## Factors de risc
Un factor de risc és un element o diversos elements que incrementen el risc d'una persona a patir una malaltia. Dins de l'AVC podem trobar diferents factors de risc: modificables, no modificables i potencialment modificables.

### No modificables
- Edat.
- Sexe. La prevalença d'infarts cerebrals és lleugerament superior en homes, però les dones tenen un major índex de supervivència postinfart.[145]
- Raça/Ètnia. Als EUA s'ha observat una major prevalença d'infarts cerebrals en hispans i afroamericans amb relació a la resta de grups de població.[146] Aquest fet, però, pot ser conseqüència de factors socioeconòmics i no de característiques genètiques o fisiològiques relacionades amb l'etnicitat.[147]
- Antecedents familiars.[124][148][149]
- AITs previs.[150]
- Malformacions vasculars (modificables, en certs casos, amb intervenció quirúrgica). Són una de les causes més comunes d'infarts cerebrals infantils.[151]

### Modificables
- Tabaquisme.[152]
- Alcoholisme. Particularment, un patró de consum amb intoxicacions etíliques agudes comporta un increment del risc de sofrir un infart cerebral hemorràgic.[153]
- Drogoaddicció. Les drogues d'abús són una de les causes prevalents d'ictus, tant hemorràgics com isquèmics,[154] entre els joves de zones geogràfiques molt diferents. Els estimulants psicomotors, com ara la cocaïna i les amfetamines, són les substàncies implicades predominantment en aquests AVCs, encara que els opioides[155] i els psicomimètics -incloent el cànnabis- també poden provocar-los.[156] L'expansió a nivell global del consum de metamfetamina (fumada, esnifada o injectada) ha comportat un augment dels infarts cerebrals, sobretot hemorràgics, en persones menors de 45 anys.[157]
- Sedentarisme.[158]
- Obesitat[124][148][149]

### Potencialment modificables
- Hipertensió arterial (HTA).
- Diabetis Mellitus (DM).
- Hipercolesterolèmia.[124][148][149]
- Fibril·lació auricular.[159]
- Malformació arteriovenosa pulmonar aïllada.[160]
- Síndrome de l'apnea obstructiva del son.[161]
- Síndrome de Sneddon.[162]
- Mixoma cardíac. Aquesta neoplàsia benigna predominantment auricular és una rara causa d'ictus que s'acostuma a veure en la població pediàtrica. No sempre té un diagnòstic fàcil, ja que en la fase inicial de la malaltia la simptomatologia pot ser molt inespecífica. El seu tractament és la resecció quirúrgica del tumor.[163] Els ictus originats per un mixoma de la vàlvula mitral són força escassos.[164]
- Síndrome antifosfolipídica. La complicació neurològica més comuna d'aquesta síndrome és l'ictus isquèmic. L'administració d'un tractament anticoagulant oral oportú redueix, però no elimina per complet, el risc de sofrir-lo.[165]

## Prevenció
- Evitar tabac[166] i alcohol.
- Fer exercici físic.
- Dieta saludable, rica en verdures, fruites, proteïnes i greixos polinsaturats.[167]
- Control dels factors de risc associats: HTA, colesterol, DM.
- Evitar el sobrepès.[168]